# Gornja Tramošnja (Republika Serbska)
Gornja Tramošnja (cyr. Горња Трамошња) – wieś w Bośni i Hercegowinie, w Republice Serbskiej, w gminie Oštra Luka. W 2013 roku liczyła 79 mieszkańców.